# Fred Wolf
Fred Wolf, född 13 september 1932, är en amerikansk animatör. Bland hans verk återfinns bland annat tecknade kortfilmen The Box från 1967, för vilken han vann en Oscar; TV-specialprogram som Point! och Free to Be... You and Me, samt TV-serier som Teenage Mutant Ninja Turtles, James Bond Junior, och Sarah Fergusons Budgie the Little Helicopter. Fred Wolf låg också bakom Tootsie Pops reklam "How Many Licks".
Under 1960-talet skapade Fred Wolf en studio i Hollywood med japanamerikanske animatören Jimmy Murakami (senare känd för Snögubben). Studion kallades Murakami-Wolf Films. 1978 kom animatören Charles Swenson med, och företaget bytte namn till Murakami-Wolf-Swenson. Både Murakami och Swenson lämnade slutligen företaget, som 1992 blev Fred Wolf Films.
1989 skapade MWS en satellitstudio i Dublin, Republiken Irland, känd som Murakami-Wolf Dublin innan man bytte namn till Fred Wolf Films. Denna studio bestod främst av irländsk personal.

## Produktioner
Bland serierna producerade av Fred Wolf finns:
- Chipmunkarna (1988)
- Barnyard Commandos (1990)
- The California Raisin Show (1989)
- Ducktales (1987)
- Hollywood Dogs (1989)
- Dino Babies (1994)
- James Bond Jr. (1991)
- Little Clowns of Happytown (1987)
- Pretty Piggies (1990)
- Teenage Mutant Ninja Turtles (1987)
- Wuzzlarna (1985)

Filmer producerade/regisserade av Fred Wolf:
- The Point! (1971)
- Musen Charlie och tjuvligan (1978)
- The Adventures of the American Rabbit (1986)